# Agapetus denningi
Agapetus denningi är en nattsländeart som beskrevs av Ross 1951. Agapetus denningi ingår i släktet Agapetus och familjen stenhusnattsländor. Inga underarter finns listade i Catalogue of Life.